# 박지윤 (쇼트트랙 선수)
박지윤(1999년 7월 22일~)은 대한민국의 쇼트트랙 선수이다. 2022년 동계 올림픽 대한민국 대표팀 계주 출전 선수단의 예비 선수로 발탁되었으나 경기에 출전하지 않았다.